# 神社

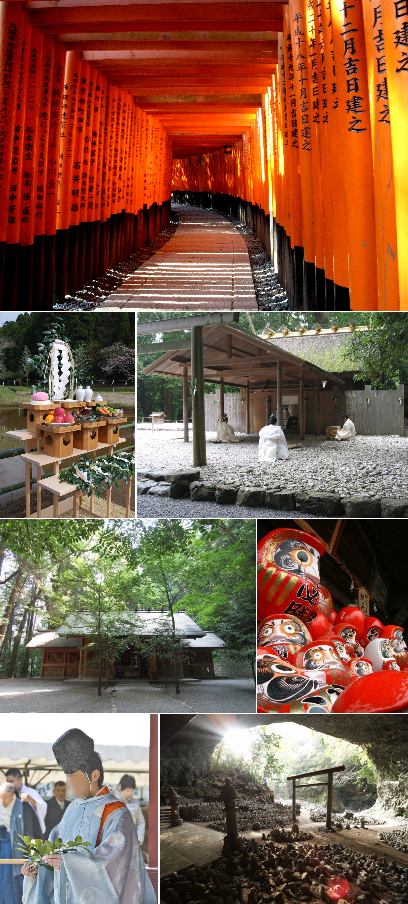

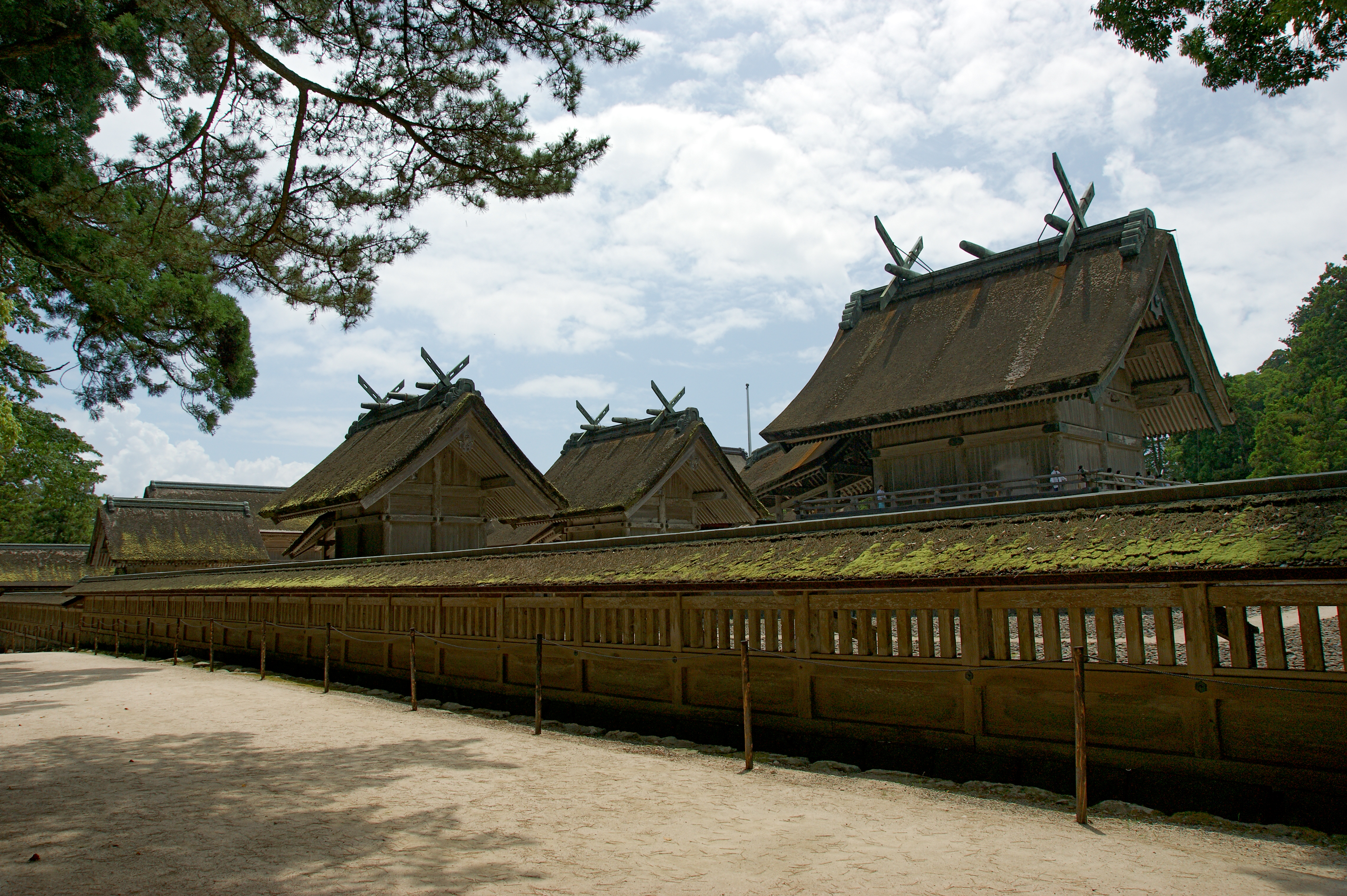
出云大社（据称建于神话时代）
（位于岛根县出云市）

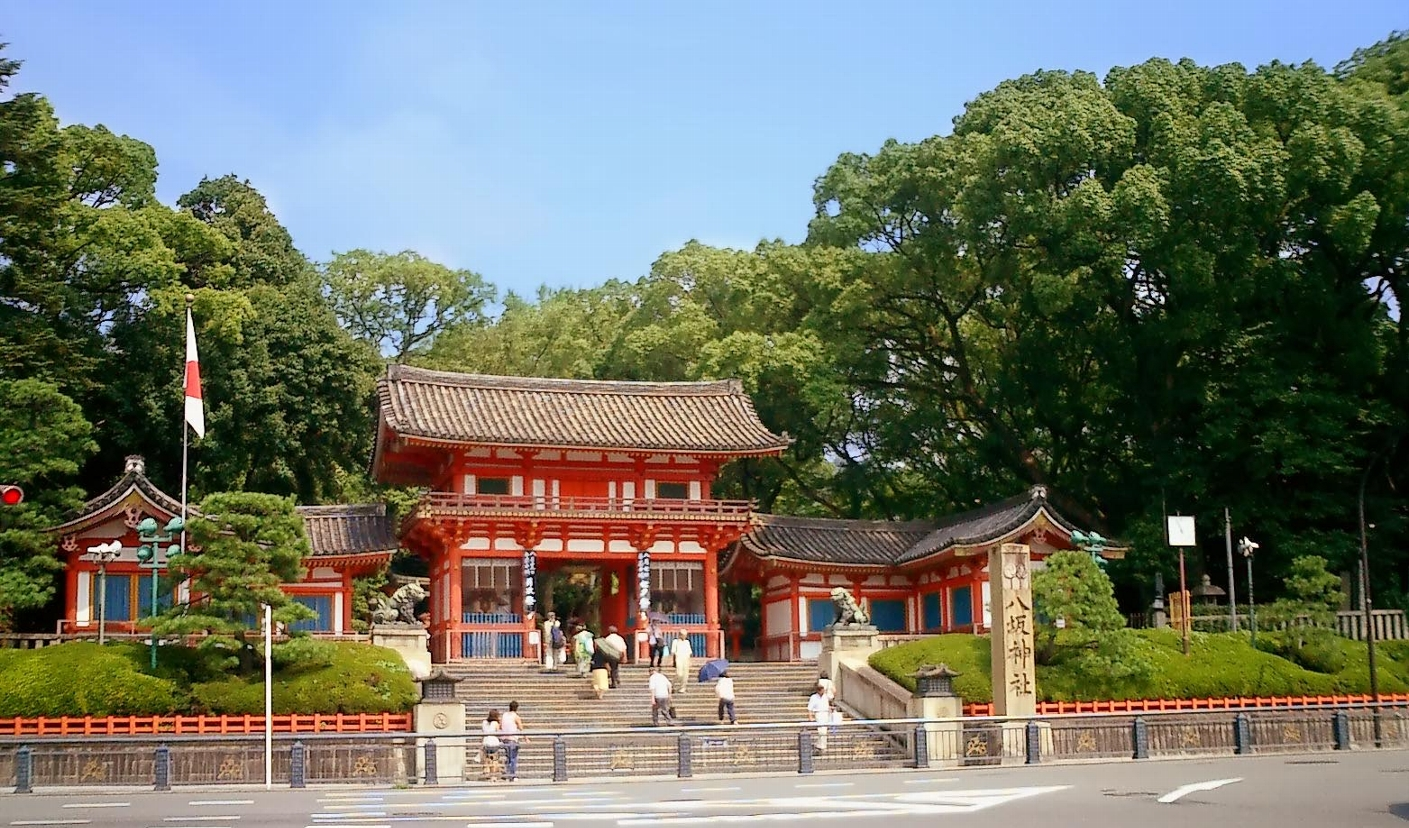
八坂神社（建于飞鸟时代）
（位于京都府京都市东山区）

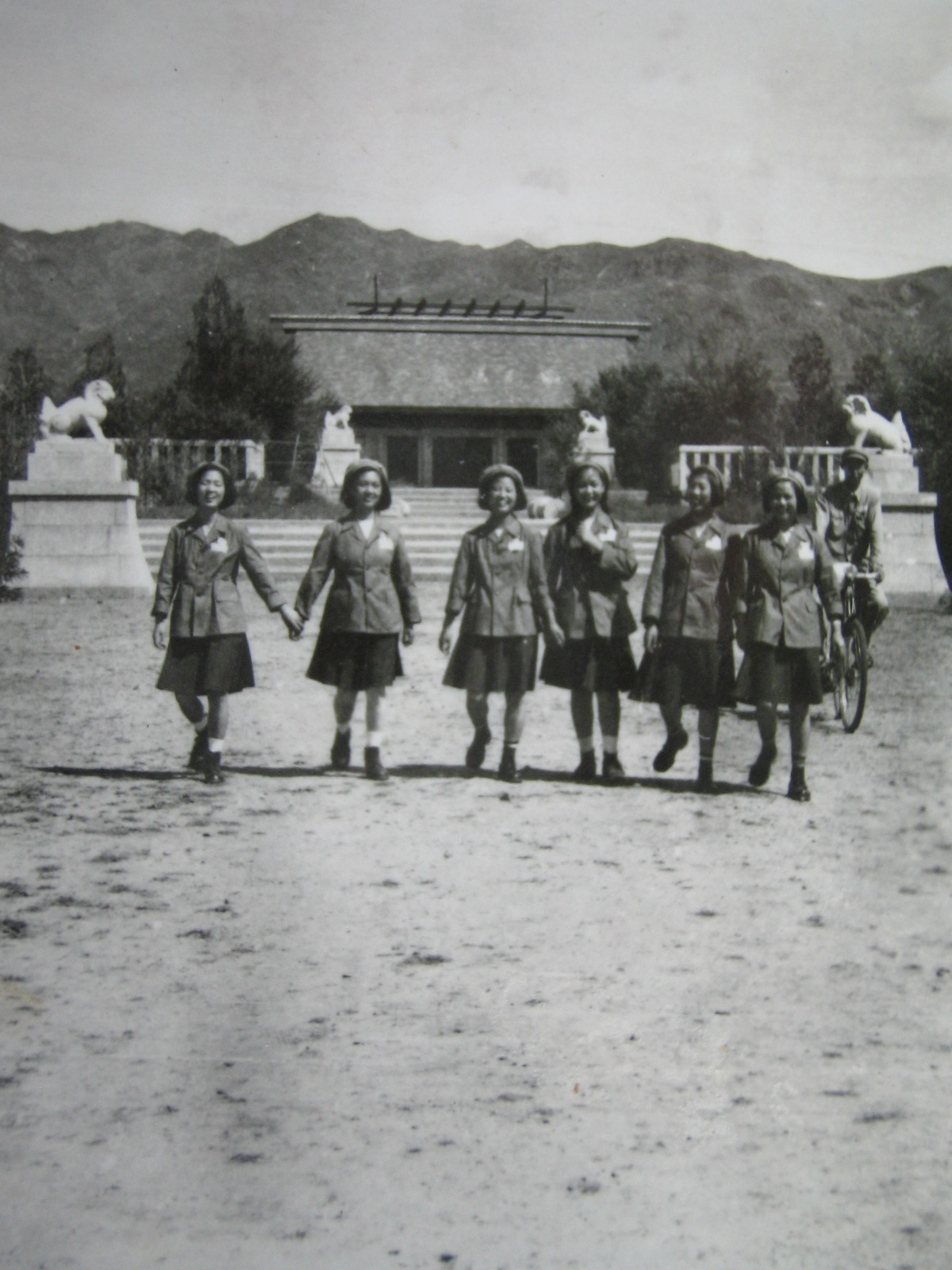
位于中国河北省张家口市的蒙疆神社（已废弃）
照片摄于1952年，原址改建为胜利公园

神社（日语：／ Jinja），日语中也可以读作，是基于日本固有宗教神道教为信仰的祭祀设施。 产土神、天神神祗、日本皇室的氏族祖先、伟人与义士的灵魂均可以被奉为神而在神社内祭祀。 根据文部科学省的统计，全日本境内约有85,000间神社。 如果再计入数万间未经统计的小型神社，日本国内神社数量超过了10万间。在近畿地方，有许多古老的神社存在，例如生国魂神社。

## 概要
神社是神道教举行祭祀等活动的场所，而神道教是日本一个固有的宗教。每个神社所建立的位置并不一致，这与神社修建时的日本政治环境有关。在日本的律令国家时代，以国家名义修建的神社被称为“式内社”，这些神社都归属于神祇官管辖。可以肯定的是，当时也有一批神社并不受神祇官管辖，因而被称为“式外社”。

## 祭祀对象
祭祀對象主要是神道的神，也包含日本自古以來的神以外的民俗神、實在的人物、傳說昔話的人物、佛教的神佛或道教的神等外來的神。

## 建筑与设施

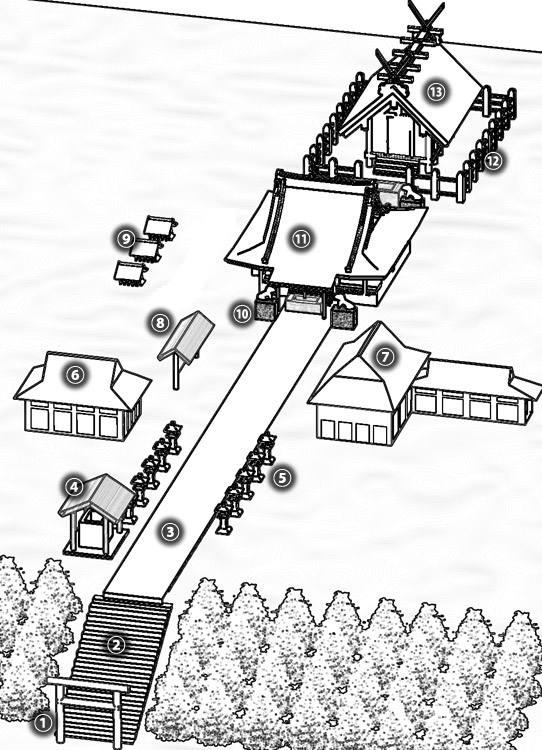
神社内建筑设施范例图
（参考文献：《神道之本》学习研究社出版）
图示：①鸟居；②石段；③参道；④手水舍；⑤灯笼；⑥神乐殿；⑦社务所纳札所；⑧绘马挂；⑨摄末社；⑩狛犬；⑪拜殿；⑫瑞垣；⑬本殿。

鸟居之内的范围被视为“神灵镇守的神域”；而神社周围有许多树木的森林，被称之为“镇守之森”。在森林内会有一些神圣的树木被称为“御神木”，这些御神木会用注连绳连接起来。神社与俗世通过鸟居作为入口来予以区隔，而鸟居之后可通过参道前往神社。沿着参道还可以找到用来“清洁身体”的手水舍，和管理神社日常事务的社务所。而在一些规模较大的神社内，沿着参道还能看到神池和架设在神池上方的神桥。
神社内的神殿一般由拜殿和本殿构成，拜殿供信徒参拜，而本殿则供奉本身社所祭祀之御神体；还有一种情况则是会在拜殿与本殿之间再设立一个币殿，以便让一些信徒供奉祭品。
同时在神社内境地里还会有供奉一些其他神祗的神社，如果和本社祭神关系密切，则称之为“摄社”；如果关系不是那么密切，则称之为“末社”；以上合称为“摄末社”。如果摄社在神社之外拥有自己的境地，那就被称为“境外摄社”。
在神佛习合兴起的奈良时代之后，神社境内修建了许多神宫寺（别当寺，宫寺），神社内甚至建有佛寺。明治年代早期，日本政府颁布了《神佛分离令》，规定神社与佛寺必须分开；神社境内的五层以上佛塔和佛堂必须拆除；神职和僧侣的称呼必须区分开。

### 建筑物
宫大工修建的日本神社大多以传统的木制日式建筑风格为主。时至今日，由于建筑技术和相关法令（抗震强度和防火措施）的变化，神社内混凝土建筑也在增多。因此现代神社内的很多建筑物不一定再是传统日式风格，但是，御神体所在的本殿一定是日式建筑。
神社周围通常都有森林，因此夜间守卫通常会很困难，而且还有火灾隐患。现在不少神社与保安公司会簽有保安协议，让这些公司提供一些监控设备。神社通常还会贴有安保公司的警告贴纸，可想现在偷盗和火灾隐患对神社颇为麻烦。

#### 附属设施

##### 通用附属设施
- 鸟居

- 参道

- 灯笼

- 狛犬——神使及眷属神（日语：眷属）的石像。

- 手水舍——用手水舍清理自己的场所。

- 拜殿——位于本殿之前，供信徒祭祀、参拜的社殿。

- 币殿——通常与拜殿为一体，亦有部分为独立建筑，供信徒进行祭仪并供奉币帛的社殿。

- 本殿 / 神殿——安置御神体的社殿。

- 神乐殿——表演神乐的社殿。

- 舞殿

- 绘马殿

- 摄社 / 末社

- 社务所 / 授与所

- 古札所 / 纳札所——奉还祈愿的御札或旧御守的地方。

- 社庭（庭院及附属公园或神苑）
  - 自然崇拜物——御神木（日语：神木）或镇守森林（日语：鎮守の森）的树木、细石（日语：さざれ石）及要石（日语：要石）等石头、枯山水、泉、山等。
  - 石碑 / 石像——显彰碑（日语：顕彰碑）、纪念碑等。

本殿与神殿略有差别，但通常情况下是同一建筑物。某些常设建筑（例如：绘马殿）可能会随着时间的改变而变化。不是所有的神社都有摄末社，而摄末社原本所供奉的神祗（例如：土地神）也有可能被神社所祭祀。
上述通用附属建筑不一定会全部被神社采用，仅具有参考意义。

## 神职
神主本来是指日本神道教内各神社的最高神职（即“祭司”），但到了现在，神主与神职这两个称呼可以互相换用。神官则是一种专门从事日本神道祭祀的职业祭司（隶属于神宫），第二次世界大战之前，只有伊势神宫内“神宫司厅”的祭司被称为神官。《日本国宪法》施行之后，由于神道教与日本行政机构“政教分离”，故而不再设立神官。
直到江户时代，伊势神宫、鹿岛神宫依然有“物忌”；而贺茂神社也有“忌子”这样为名的女性祭司执掌神社。同时，其他神社也有女性出任神职的案例。但是儒家思想影响的明治政府颁布了新的宗教政策，不再允许女性神职的存在。随着第二次世界大战结束之后，男女同权思想开始在昭和年代兴盛，在神社继承权问题上，女性神职重新得到了承认。

## 主要信仰
日本大部分神社所祭祀的神为一些著名神社所祭祀之神的分灵。分灵的意思就是神社可以将本社所祭祀之神的分身移至其他神社接受祭祀。按照日本神道教的说法，他们所供奉的神可以无限分裂分身，就好像烛火从一支蜡烛传递到另一支蜡烛。供奉分灵的神社往往是根据所祭祀神的名字来命名。以下是日本主要的神社以及它们所供奉的神。
| 主要神社名                                              | 本社                                                | 主要祭神                     | 主要神使           |
| ------------------------------------------------------- | --------------------------------------------------- | ---------------------------- | ------------------ |
| 神明神社、天祖神社、皇大神社（お伊勢さん）              | 伊勢神宮内宮                                        | 天照大御神                   | 鷄                 |
| 八幡宮、八幡神社                                        | 宇佐神宮                                            | 八幡神（應神天皇）           | 鳩                 |
| 天滿宮、天神神社、北野神社、菅原神社                    | 太宰府天滿宮 北野天滿宮                             | 菅原道真                     | 牛                 |
| 宗像神社                                                | 宗像大社                                            | 宗像三女神                   |                    |
| 嚴島神社                                                | 嚴島神社                                            | 宗像三女神                   | 烏                 |
| 八坂神社、祇園社                                        | 八坂神社                                            | 素戔嗚尊                     |                    |
| 津島神社、天王社、須賀神社                              | 津島神社                                            | 素戔嗚尊                     |                    |
| 冰川神社                                                | 冰川神社                                            | 素戔嗚尊                     |                    |
| 諏訪神社                                                | 諏訪大社                                            | 建御名方神                   | 白蛇、鶴、鷺       |
| 日吉神社、日枝神社（山王さん）                          | 日吉大社東本宮                                      | 大山咋神                     | 猿                 |
| 松尾神社                                                | 松尾大社                                            | 大山咋神                     | 龜                 |
| 熊野神社                                                | 熊野三山                                            | 熊野神                       | 烏                 |
| 白山神社                                                | 白山比咩神社                                        | 菊理媛神                     |                    |
| 熱田神社                                                | 熱田神宮                                            | 熱田大神（草薙劍）           | 鷺                 |
| 淺間神社                                                | 富士山本宮淺間大社                                  | 木花咲耶姫命                 |                    |
| 鹿島神社                                                | 鹿島神宮                                            | 武甕槌命                     | 鹿                 |
| 香取神社                                                | 香取神宮                                            | 經津主命                     | 鹿                 |
| 春日神社                                                | 春日大社                                            | 武甕槌命、經津主命           | 鹿                 |
| 愛宕神社                                                | 愛宕神社                                            | 迦具土神                     | 豬                 |
| 秋葉神社                                                | 秋葉山本宮秋葉神社                                  | 迦具土神                     |                    |
| 金毘羅神社、琴平神社（こんぴらさん）                    | 金刀比羅宮                                          | 金毘羅神（現在是大物主神）   |                    |
| 住吉神社                                                | 住吉大社                                            | 住吉大神                     | 兔                 |
| 多賀神社 （お多賀さん）                                 | 多賀大社                                            | 伊邪那岐命、伊邪那美命       | せんじきさん（烏） |
| 貴船神社、貴布禰神社                                    | 貴船神社                                            | 闇淤加美神、高淤加美神       |                    |
| 出雲神社                                                | 出雲大社                                            | 大國主命                     | 海蛇、兔、鶺鴒     |
| 塩竈神社                                                | 鹽竈神社                                            | 鹽土老翁神                   |                    |
| 賀茂神社                                                | 賀茂別雷神社（上賀茂神社） 賀茂御祖神社（下鴨神社） | 賀茂別雷神                   | 烏                 |
| 大鳥（鷲、鳳）神社                                      | 大鳥大社（西日本）                                  | 日本武尊、大鳥連祖神         |                    |
| 大鳥（鷲、鳳）神社                                      | 鷲宮神社、大鷲神社（東日本）                        | 日本武尊                     |                    |
| 大神神社、三輪神社（三輪明神）                          | 大神神社                                            | 大物主命                     | 蛇、兔             |
| 稻荷神社                                                | 伏見稻荷大社                                        | 宇迦之御魂神、保食神等穀物神 | 狐                 |
| 淡嶋神社                                                | 淡嶋神社                                            | 少彥名命（淡島神）           |                    |
| 猿田彥神社、佐田神社、大田神社、白髭神社 賽神社、道祖神 | 椿大神社                                            | 猿田彥神                     |                    |
| 惠比壽（惠比須、戎）神社                                | 西宮神社                                            | 蛭子命（蛭子神、惠比壽）     |                    |
| 惠比壽（惠比須、戎）神社                                | 美保神社                                            | 事代主命                     |                    |
| 大山祗神社                                              | 大山祇神社                                          | 大山祇神                     |                    |
| 三島神社（三島明神）                                    | 大山祇神社                                          | 大山祇神                     |                    |
| 三島神社（三島明神）                                    | 三嶋大社                                            | 大山祇神、事代主命           | 鰻                 |
| 御嶽神社、御岳神社                                      | 御嶽神社                                            | 造化三神                     | 狼                 |
| 阿蘇神社                                                | 阿蘇神社                                            | 健磐龍命（阿蘇十二神）       |                    |
| 山神社                                                  |                                                     | 大山祇神（山神）             |                    |

## 日本以外的神社
日本在近代是一个殖民帝国，而它亦会在其殖民地建立神社，如朝鲜半岛和台湾。除此以外在有日本移民的国家如北美洲的美国、加拿大和南美洲的秘鲁和智利也存在一些日本侨民建立的神社，有的神社亦会供奉一些政治人物，诸如奥古斯托·皮诺切特。

## 台灣的神社
台灣在日本統治的五十年間，蓋了兩百多座的神社，其中當時官方認證的神社有六十八座，後因日本戰敗，台灣由國民黨政府接管後，將其占用、改建、拆除。

## 符号
在日本，通常用下面的符号代表神社。
| 符号 | Unicode | JIS X 0213 | 字符实体引用     | 名称 |
| ---- | ------- | ---------- | ---------------- | ---- |
| ⛩    | U+26E9  | -          | &#x26E9; &#9961; | 神社 |

### 脚注
1. 1 2  . コトバンク. 朝日新闻.   [2019-10-24]. （原始内容存档于2021-04-13）.
2. ↑   (PDF). 文化庁文化部宗務課.   [2019-10-24]. （原始内容存档 (PDF)于2021-01-07）.
3. ↑  小平美香. . 百利金出版社. 2009年  [2019-10-26]. ISBN 9784831512321. （原始内容存档于2021-01-05）.
4. ↑  吳俊瑩. . 臺灣文獻.   [2020-02-23]. （原始内容存档于2020-06-23）.

### 文献
- 冈田米夫. 松山能夫 , 编. . 明治維新神道百年史 (神道文化会). 1966年, 2.

- 冈田庄司; 筱生卫. . 吉川弘文馆. 2013年. ISBN 978-4-642-08085-9.

- 冈田精司. . 学生社. 2011年. ISBN 978-4-311-20302-2.